# جيرالد باديو
جيرالد باديو (بالإنجليزية: Gerald Paddio)‏ مواليد 21 أبريل 1965 في لافاييت، هو لاعب كرة سلة أمريكي سابق. بدأ مسيرته الاحترافية في سنة 1988. تم اختياره من قبل فريق بوسطن سيلتكس خلال الدرافت. اعتزل اللعب في 2004.

## المسيرة الاحترافية
لعب مع بي سي إم جرافيلين في الدوري الفرنسي في موسم 1989–1990، ثم لعب مع كليفلاند كافالييرز في موسم 1990–1991، ثم لعب مع باسكت سرقسطة 2002 في الدوري الإسباني في سنة 1992، ثم لعب مع سياتل سوبرسونيكس في موسم 1992–1993، ثم لعب مع إنديانا بايسرز في سنة 1993، ثم لعب مع فيكتوريا يبرتاس بيزارو في الدوري الإيطالي في موسم 1993–1994.

## روابط خارجية
- جيرالد باديو على موقع إن بي أي (الإنجليزية)
- جيرالد باديو على موقع سبورتس رفرنس (الإنجليزية)
- جيرالد باديو على موقع الدوري الإسباني لكرة السلة (الإسبانية)
- جيرالد باديو على موقع كرة السلة الأوروبية.كوم (الإنجليزية)
- جيرالد باديو على موقع كلية كرة السلة في سبورتس رفرنس.كوم (الإنجليزية)
- جيرالد باديو على موقع ريلجم (الإنجليزية)
- جيرالد باديو على موقع بروبوليرز (الإنجليزية)
- جيرالد باديو على موقع سبورتس رفرنس (الإنجليزية)